# Kids to life
kids to life (auch: Anton-Schrobenhauser-Stiftung „Kids to life“) ist eine Stiftung, die sich auf nationaler wie internationaler Ebene für benachteiligte Kinder und Jugendliche, die am Rande der Gesellschaft stehen, engagiert. Das pädagogische Kinder- und Jugendhilfe-Zentrum der Stiftung mit seinem weitläufigen Gelände soll Kindern Raum zur Entfaltung geben und wird von zahlreichen Einrichtungen der Kinder- und Jugendhilfe genutzt. Die Stiftung wurde im Jahr 2003 vom Bauunternehmer und ehemaligen deutschen Fußballtorhüter Anton Schrobenhauser gegründet.

## Tätigkeiten
Herzstück der nationalen Arbeit ist das pädagogische Kinder- und Jugendhilfe-Zentrum von kids to life in Unterhaching bei München. Auf 16.000 m² (mit Streichelzoo, GoKart-Bahn, Klettergarten, Badesee, Fußballplatz und zwei Übernachtungshäusern) nehmen jährlich über 4.000 Kinder an pädagogischen Workshops und Freizeitangeboten teil. Das einstige Freizeitgelände wird als pädagogische Einrichtung von zahlreichen Organisationen – darunter Münchner Kinderheime, die TU München und andere Einrichtungen – genutzt. Den Kinder und Jugendlichen sollen so Lebensfreude, Geborgenheit und Raum zur Selbstentfaltung gegeben werden, sowie die Möglichkeit, ihre traumatischen Erlebnisse durch Gewalt, Vertreibung oder Krieg gemeinsam zu verarbeiten.
Im Zuge der Flüchtlingskrise von 2015/16 engagierte sich die Stiftung zunehmend auch im Bereich der Flüchtlingshilfe, insbesondere durch Fußball-Camps für unbegleitete minderjährige Flüchtlinge und Heimkinder.
Auf internationaler Ebene unterstützt die Stiftung notleidende junge Menschen in Kriegs- und Krisenregionen. Dazu gehört die Lieferung von Überlebenspaketen in Krisenregionen: Jährlich werden tausende Pakete (gefüllt mit Grundnahrung wie Reis, Mehl, Nudeln, Brei, Mais, im Winter auch Kleidung) an Kinder in Syrien verteilt.

## Mitglieder und Förderer
Botschafter der Stiftung sind Mario Götze, Stefan Marquard, Matthias Sammer, Wookie Mayer, Susi Erdmann und Martin Gruber.

## Darstellung in den Medien
Über die Aktivitäten der Stiftung ist in regionalen Medien und in Regionalseiten nationaler Medien berichtet worden.

## Auszeichnung
- kids to life wurde im Jahr 2012 im Rahmen der Initiative Deutschland – Land der Ideen ausgezeichnet worden. Die Stiftung erhielt die Auszeichnung vor allem für ihr nachhaltiges Engagement für soziale Probleme im direkten Umfeld.[15][16][1]